# Udhaar Ki Zindagi
Pour plus de détails, voir Fiche technique et Distribution.
Udhaar Ki Zindagi (français: Vie d’emprunt) est un film indien de Bollywood sorti en 1994 et réalisé par K. V. Raju. Les acteurs principaux sont Jeetendra, Moushumi  Chatterjee et Kajol. La musique est de Anand Chitragupth et Milind Chitragupth. Comme une rengaine, la morale du film se résume en l'idée que chacun à le droit de faire ce qu'il veut où il veut, et que nul n'a à y redire.

## Synopsis
L'histoire tourne autour de la question du choix d'un mariage de raison et du respect filial opposé au mariage romantique. Contrairement à bien d'autres scénarios où l'on voit le père s'opposer farouchement au mariage romantique, ici la décision du fils est acceptée mais lourde de conséquence car celui-ci perd son statut aux yeux de son père qui s'estime bafoué dans son honneur. Avec le temps, les choses évoluent, mais les blessures ne seront cicatrisées qu'à l'arrivée de la petite fille issue de cette union problématique.

## Fiche technique
- Titre : Udhaar Ki Zindagi
- Réalisateur : K. V. Raju
- Producteur : Rajesh Mishra, S.S Mishra
- Scénario : K. V. Raju
- Musique : Anand-Milind
- Photographie : S. Naidu
- Monteur : S. Heera
- Distributeur : Asht Murti Film Combines
- Pays de production : Inde
- Langue : Hindi
- Date de sortie : 4 novembre 1994

## Distribution
- Jeetendra : Sitaram
- Moushumi Chatterjee : Janki
- Kajol : Sita
- Rohit Bhatia
- Sujata Mehta
- Tinnu Anand
- Ravi Kishan
- Shiva Rindani